# Семеноводство

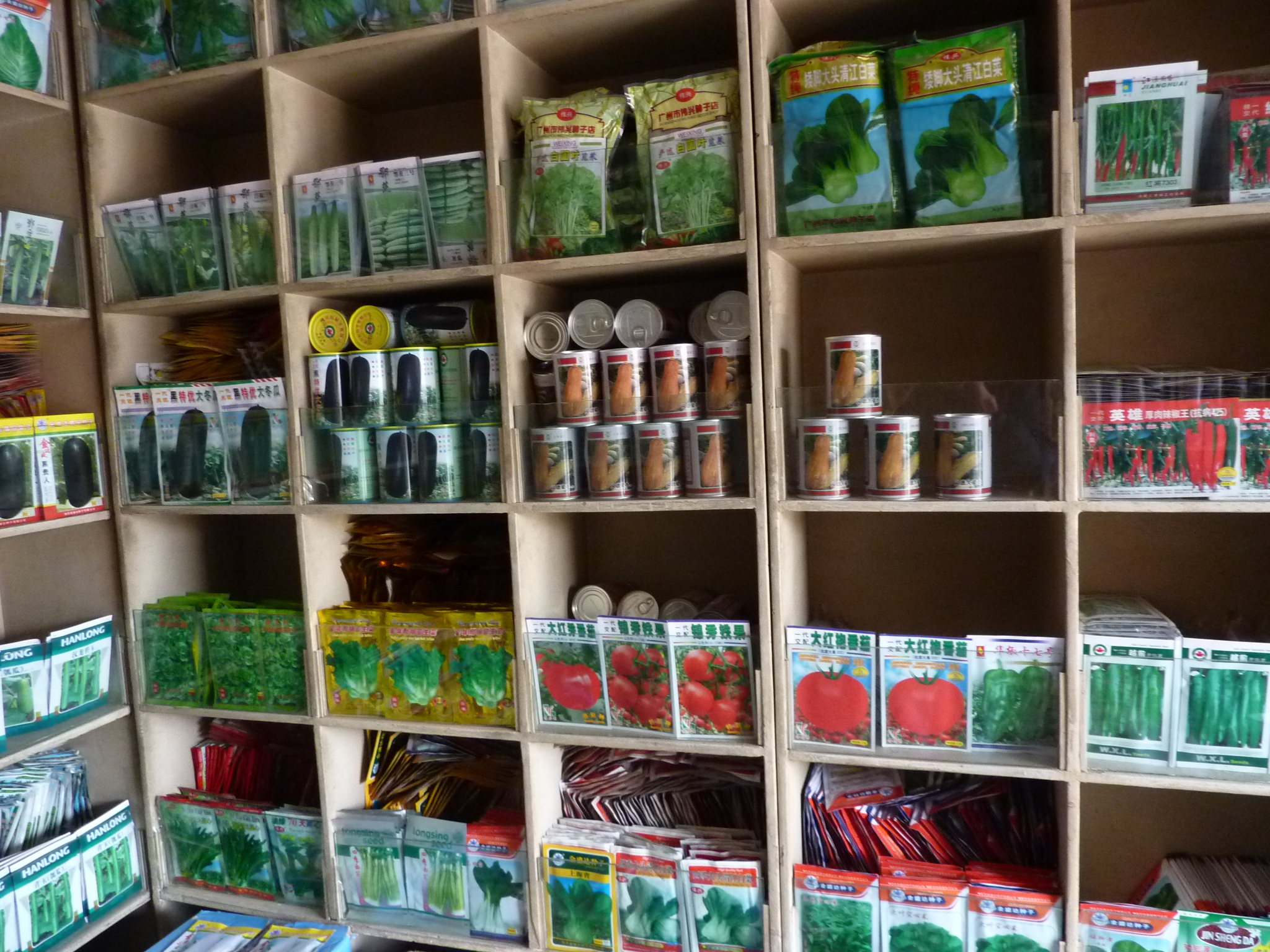
Семена овощей в специализированном магазине в Ухане.

Семеново́дство — отрасль растениеводства, занимающаяся массовым размножением семян районированных сортов для осуществления сортосмены и сортообновления.
Теоретической основой семеноводства является семеноведение. Семеноводство тесно связано с селекцией. Оно реализует селекционные достижения, обеспечивая защиту прав селекционера и возврат потраченных на создание нового сорта или гибрида средств. В семеноводстве, в том числе, занимаются элитой, так принято называть семена, получаемые непосредственно от селекционной станции, гарантирующей 100 % чистосортности выпускаемого ею семенного материала. В соответствии с Лесным кодексом и Федеральным законом № 149-ФЗ «О семеноводстве», от 17 декабря 1997 года осуществляется Лесное семеноводство.

## История
В период развития цивилизаций, развивалось и сельское хозяйство, в дальнейшем появилась наука Агрономия, и дальнейшим её развитием стали разделы (отрасли) селекция растений, семеноведение, семеноводство и так далее. 
Согласно законодательству Российской Федерации — России, семеноводство это деятельность по производству, заготовке, обработке, хранению, реализации, транспортировке и использованию семян сельскохозяйственных и лесных растений, а также сортовой контроль и семенной контроль.
При производстве сортовых семян принимаются меры, обеспечивающие сохранение их чистосортности, биологических и урожайных качеств.
Семеноводство непосредственно связано с селекцией; теоретической основой его является семеноведение.
ТОП-9 основных производителей семян по результатам работы за 2022 год:.
- 1. Bayer Crop Scienc (Германия) — 10,1 млрд долларов;
- 2. Corteva (США) — 9,9 млрд долларов;
- 3. Syngenta (с 2017 г. — ChemChina) (Швейцария) — 4,0 млрд долларов;
- 4. BASF (Германия) — 2,0 млрд долларов;
- 5. Vilmorin & Cie (Франция) — 1,7 млрд долларов;
- 6. KWS (Германия) — 1,7 млрд долларов;
- 7. DLF (Дания) — 1,3 млрд долларов;
- 8. Yuan Long Ping High-Tech Agriculture Co Ltd (Китай) — 0,5 млрд долларов;
- 9. Sakata Seed (Япония) — 0,5 млрд долларов.

## Семеноводство в России
Деятельность отрасли регламентируется Федеральным законом «О семеноводстве». Ныне действующий закон № 149-ФЗ был принят 17 декабря 1997 года и прекращает своё действие 1 сентября 2023 года. С этой даты вступит в силу новый Федеральный закон от 30.12.2021 № 454-ФЗ, из сферы регулирования которого, в частности, выпадут отношения, связанные с семеноводством лесных растений.
Плачевное состояние, после развала Союза ССР, отечественного семеноводства якобы является закономерным и неизбежным следствием устаревшей системы его правового регулирования, практики применения действующей редакции закона «О семеноводстве», базирующихся на нём подзаконных актов и навязываемых на их основе управленческих процедур в сочетании с «советским» мышлением, все еще влияющим на функционирование отрасли.
Доктрина продовольственной безопасности  от 21.01.2020 г.: 
9. Продовольственная независимость определяется как уровень самообеспечения в процентах, рассчитываемый как отношение объема отечественного производства сельскохозяйственной продукции, сырья и продовольствия к объему их внутреннего потребления и имеющий пороговые значения в отношении:
к) семян основных сельскохозяйственных культур отечественной селекции - не менее 75 процентов
8 апреля 2022 года Михаил Мишустин рассказал, что план по обеспеченности аграриев семенами выполнен на 63 %. При поддержке государства создано 32 селекционно-семеноводческих центра, на 2021 г. пришлось открытие восьми центров, большая часть из которых специализируется на селекции семенного картофеля .
На сегодняшний день на долю отечественных семян приходится:
- 92 % озимых пшеницы;
- 45 % кукурузы;
- 46 % сои;
- 35 % картофеля.

26 апреля 2022 года Минсельхоз планирует к 2030 году снизить до 55 % долю импортных семян. Сейчас в России только 37 % семян отечественной селекции. 
Минсельхоз подготовил поправки в программу развития агропромышленного комплекса (АПК), которые предусматривают создание в стране 25 новых отечественных гибридов кукурузы. Также в компаниях откроют минимум 4 новых научно-технологических подразделения, запустят 2 селекционно-семеноводческих центра. На эти цели из госбюджета предлагается выделить 1,2 млрд руб. При этом частные инвестиции составят 10,5 млрд руб. Особое внимание ведомство решило уделить кукурузе, потому что некоторые регионы зависят от импортных семян до 90%. Например, Курская область – на 90%, Орловская – на 76%, Липецкая – на 70%. В целом в страну импортируют порядка 25 тыс. тонн кукурузы.
К 2025 году Россия полностью обеспечит себя семенным материалом картофеля высших репродукций. В 2021 году произвели около 20 тыс. тонн элитных семян — это составляет 50% потребности российского рынка. Зарегистрировано уже три десятка сортов, сопоставимых с иностранными или превосходящих их. В 2021 году ученые Уральского федерального аграрного научно-исследовательского центра зарегистрировали  в   Государственном реестре селекционных достижений новый сорт картофеля — «Легенда», а в 2022 году — сорт «Арго». Оба сорта отличаются раннеспелостью и урожайностью до 50 тонн с гектара.